# Ottis Toole
Ottis Elwood Toole (por vezes grafado Otis; 5 de março de 1947 — 15 de setembro de 1996) foi um criminoso assassino em série americano condenado por seis acusações de homicídio e, de uma só vez, admitido mais quatro acusações de assassinato. No entanto, ele se retratou e reafirmou uma série de confissões durante seu tempo na prisão, dizendo ter feito centenas de vítimas. A polícia acredita que ele foi o responsável pelo assassinato de Adam Walsh, em 1981.
Preso em abril de 1983, Toole recebeu duas sentenças de morte, mas em recurso foram comutados para prisão perpétua. Ele morreu no dia 15 de Setembro de 1996 em sua cela de cirrose hepática, aos 49 anos.

## Primeiros anos
Toole nasceu e cresceu em Jacksonville, na Flórida, em um "lar destruído". A mãe de Toole era uma fanática religiosa; ele alegou que ela iria vesti-lo com roupas de meninas e chamá-lo de Susan. Seu pai era um alcoólatra que o abandonou. Quando criança foi vítima de agressão sexual e incesto nas mãos de muitos parentes e pessoas próximas, incluindo sua irmã mais velha e um vizinho ao lado. Ele alegou que sua avó materna era uma satanista, que lhe expôs a diversas práticas e rituais satânicos em sua juventude, incluindo automutilação e roubo de túmulos, ela também o apelidou de "Filho do Diabo".
Ele foi muitas vezes diagnosticado sofrendo de retardo mental leve, com um QI de 75. Também sofria de epilepsia, o que resultou em frequentes crises de convulsão tônico-clônica. Ao longo de sua infância, ele fugiu de casa muitas vezes e frequentemente dormia em casas abandonadas. Era um incendiário em série a partir de uma idade jovem e estava sexualmente excitado pelo fogo.
No documentário Death Diploma, Toole alegou que foi forçado a ter relações sexuais com um amigo de seu pai quando ele tinha cinco anos de idade.  Toole desistiu da escola na nona série e começou a visitar bares gays. Ele também alegou ter sido um prostituto quando adolescente, e se tornou obcecado com pornografia gay. Ele alegou ter cometido seu primeiro assassinato aos 14 anos, depois de ser abordado para o sexo por um vendedor ambulante, Toole atropelou o vendedor com o seu próprio carro. Foi preso pela primeira vez com 17 anos de idade em agosto de 1964 por vadiagem.

## Trajetória criminal
Dois anos mais tarde, Toole conheceu Henry Lee Lucas em Jacksonville em um bar onde beberam e conversaram. Eles tinham muito em comum, partilhando memórias de assassinatos, prevendo um momento em que eles pudessem caçar juntos. Em 1983, segundo a polícia, eles haviam atravessado o continente juntos várias vezes, aniquilando vítimas ao acaso num ritmo vertiginoso.
Em 14 de Janeiro de 1977, Toole  casou-se com uma mulher 24 anos mais velha. "Algumas noites depois que casamos", disse ela, "ele me disse que ficava muito nervoso, principalmente se ele não podia obter uma vítima ou algo para queimar. Ele poderia se enfurecer, disse ele, e então não poderia se excitar." Eles se separaram em 1978, Lucas e Toole mudaram para a casa da mãe de Toole, partilhando quartos com a irmã Drusilla Powell e seus filhos, Frank e Frieda. 
A dupla encontrou trabalho em uma empresa chamada Southeast Color Coat, em Jacksonville, mas a gerente Eileen Knight lembra que eles desapareciam com frequência, às vezes por semanas em um período. "Ottis iria entrar e sair", disse ela, "E nós o contrataríamos sempre que voltasse porque ele era um bom trabalhador." A patroa de Toole, Betty Goodyear, disse de Ottis e Henry: "Eles saíam da cidade, sempre desaparecendo. Tudo com o que Toole se preocupava era aquele velho carro. Penso que estavam a usá-lo para roubar pessoas, pois eles sempre pareciam ter muito dinheiro." Ao longo do caminho, Toole supostamente introduziu Lucas para um culto satânico, o "Hand of Death", que raptava crianças e praticava sacrifícios humanos
A mãe de Toole morreu em maio de 1981, após uma cirurgia, a perda foi dura para ele. Ottis assombrou o cemitério algumas vezes durante a noite, estendendo-se no chão perto do túmulo de sua mãe, supostamente sentindo a terra mover-se abaixo dele. Pouco tempo depois, sua irmã, Drusilla, morreu pela sobredosagem de um fármaco, foi considerado um provável suicídio e seus filhos foram despachados para casas juvenis. Sozinho, uma vez que Lucas estava na prisão, Toole planejou crimes, bebeu pesadamente e tomou pílulas. Foi nesse período - em 27 de julho - que Adam Walsh, de seis anos de idade, desapareceu de um shopping em Hollywood, Flórida, e sua cabeça decepada foi posteriormente recuperada em um canal de Vero Beach em 10 de agosto. 
Lucas regressou em outubro, libertado de uma prisão em Maryland e juntos deram um jeito de recuperar Frieda Powell's de uma casa juvenil em Polk County. Em janeiro de 1982, autoridades estavam procurando a menina em Jacksonville, ela fugiu para o oeste com Lucas. Toole soube de sua partida dois dias depois, ele caducou em "seu mundo interno", andou de um lado para outro murmurando sobre a traição de Henry. Ele vagou pelo país para esquecer e matou ao longo do caminho, ele alegou ter feito nove vítimas em seis estados entre janeiro de 1982 e fevereiro de 1983. 
Em 23 de maio e 31 de maio de 1983, duas casas foram incendiadas no bairro de Toole, em Jacksonville. Um adolescente cúmplice apontou Toole em 6 de junho, e ele livremente confessou a criação um número estimado de 40 incêndios nas duas últimas décadas. No dia 5 de agosto foi condenado por incendiar casas e pegou 20 anos de prisão. 
As declarações de Toole esclareceram 25 assassinatos em 11 estados e ele admitiu que participou com Lucas em outros 108 homicídios. Toole também deu algumas dicas sobre o seu interesse em satanismo mas se limitou a nomear apenas alguns membros de cultos satânicos.
Em 21 de outubro de 1983, Toole confessou o assassinato de Adam Walsh, surpreendendo o chefe de polícia Leroy Hessler com os detalhes que foram "pavorosos além crença". Como Hessler disse aos meios de comunicação: "Há certos pormenores que só ele poderia saber. Ele fez isso. Eu obtive alguns detalhes que ninguém mais poderia saber. Ele me convenceu". Apesar do endosso, oficiais revogaram sua opinião algumas semanas mais tarde, emitindo declarações de que Toole deixou de ser um suspeito no crime. 
Outro caso perturbador foi a carnificina de Colorado Springs em 1974. Toole confessou em setembro de 1983 o ataque ao salão de massagem, novamente, forneceu detalhes do crime, mas procuradores embaraçados rapidamente montaram seu contra-ataque. Após horas de um interrogatório hostil, Toole jogou a toalha, "certo", disse ele a autoridades, "Se vocês dizem que eu não matei ela, talvez eu não tenha matado." (Numa estranha e desagradável conciliação, Park Estep mais tarde foi libertado - embora seu nome não tenha sido formalmente inocentado, a curiosa exibição de misericórdia pela carnificina em Colorado convenceu alguns observadores que o Estado aceitou a culpa de Toole, mas recusou-se a reconhecer publicamente um erro.)
Em 28 de abril de 1984, Toole foi condenado em Jacksonville pelo incêndio que matou George Sonnenberg, de 64 anos de idade, em janeiro de 1982. Condenado à morte por esse delito, ele foi indiciado um mês depois pelo assassinato de Ada Johnson, de 19 anos, em Tallahassee, no decurso de fevereiro de 1983. A condenação trouxe uma segunda condenação à morte, mas ambos foram comutada para prisão perpétua em apelação. Em 1991, Toole alegou culpa em mais quatro homicídios na Flórida, recebendo uma supérfluo quarteto de novas penas de prisão perpétua. A polícia em Hollywood, Flórida, estava revendo o caso Adam Walsh quando Toole morreu de cirrose em setembro de 1996. O caso continua oficialmente não-resolvido, embora os pais de Adam (e muitos investigadores policiais) estejam convencidos da culpa de Toole. 
Ironicamente, o nome da Toole raramente foi mencionado nas controvérsias das confissões de Henry Lee Lucas. Mas, nenhum esforço foi feito para contestar a participação de Toole em, pelo menos, uma contagem de homicídios de costa a costa dos EUA.

## Morte em custódia
Em 15 de setembro de 1996, aos 49 anos de idade, Ottis Toole morreu na Prisão Estadual da Flórida de cirrose. Como seu corpo não foi clamado por parentes, ele foi enterrado no Florida State Prison Cemetery.